# Fläckig sorgstövslända
Fläckig sorgstövslända (Peripsocus subfasciatus) är en insektsart som först beskrevs av Jules Pièrre Rambur 1842.  Fläckig sorgstövslända ingår i släktet Peripsocus och familjen sorgstövsländor. Arten är reproducerande i Sverige. Inga underarter finns listade i Catalogue of Life.